# Arda (přítok Marice)

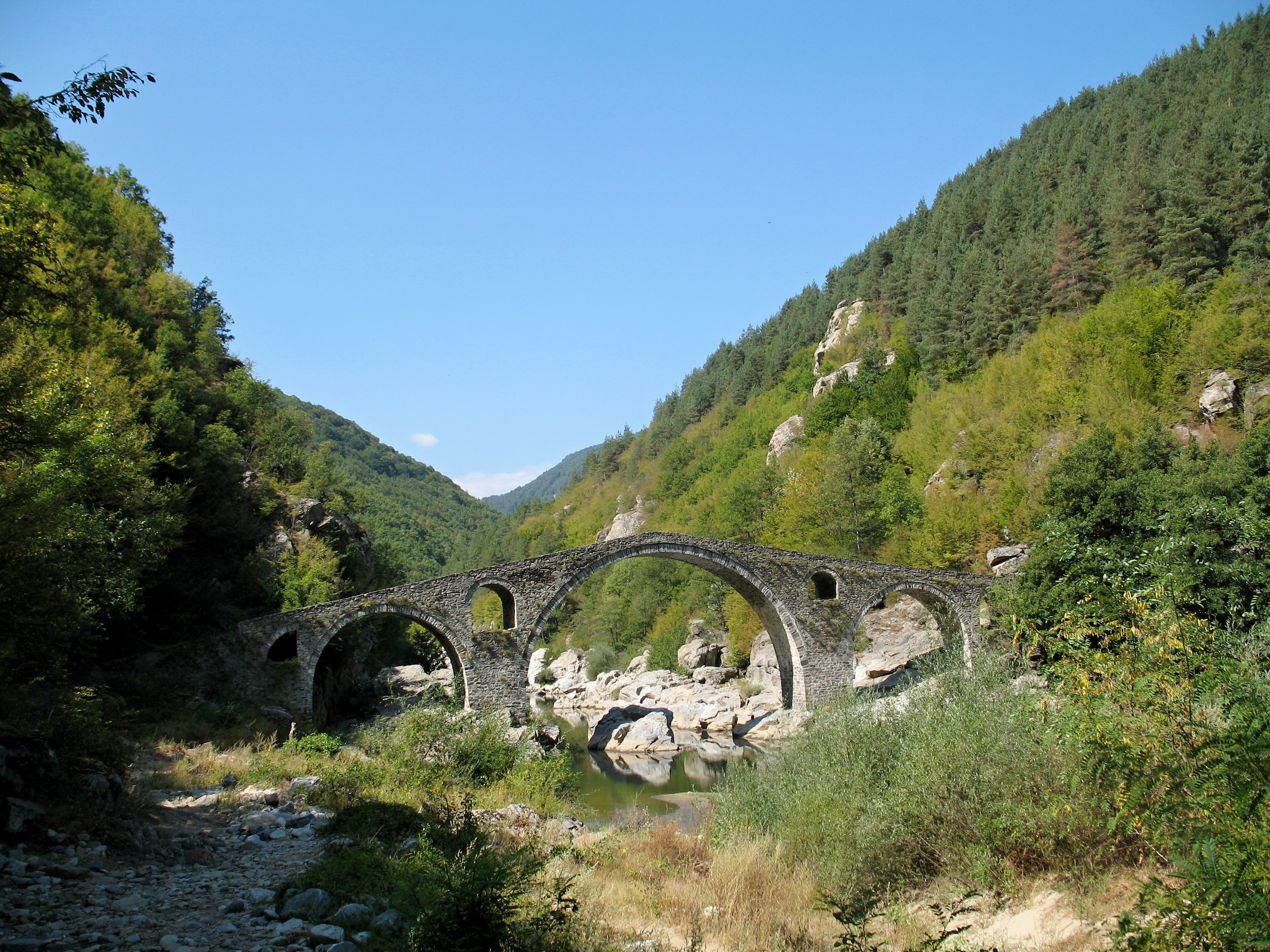
Ďábelský most z osmanské doby nad Ardou

Arda (bulharsky Арда, řecky Άρδας, turecky Arda Nehri, v antických dobách Arteskos) je řeka v Bulharsku (Smoljanská, Kardžalijská, Chaskovská oblast), v Řecku (dolní tok v kraji Východní Makedonie a Thrákie) a v Turecku (dolní tok v Edirnské provincii). Pramení z pohoří Rodopy a je pravým přítokem Marice. Je 278 km dlouhá. Povodí má rozlohu 5000 km².

## Vodní režim
K nejvyšším vodním průtokům dochází v únoru a březnu.

## Využití
Na řece byly vybudovány přehrady a vodní elektrárny. Voda se využívá na zavlažování. Na dolním toku je možná vodní doprava pro malé lodě. Na řece leží města Rudozem, Kardžali.